# 태보 (관직)
태보(太保)는 주나라 시대에 설치된 고대 중국의 관직으로, 태사, 태부와 함께 삼공에 속한다. 
형식상으로는 어린 황제(천자)의 후견인 및 보좌관 역할을 담당하였으나, 보통은 고위직 관리에게 주어지는 명예직으로서 일종의 허직이었다. 
중국 왕조뿐만 아니라 고려에도 태보가 존재하였으며, 조선으로 왕조가 교체된 이후에는 대보로 개칭되며 사라졌다.